# Le Danube bleu
Ne doit pas être confondu avec Le Danube bleu (film, 1932) ou Le Beau Danube bleu.
Pour plus de détails, voir Fiche technique et Distribution.
Le Danube bleu est un film français réalisé par Emil-Edwin Reinert et Alfred Rode, sorti en 1940.

## Synopsis
La belle Anika est courtisée à la fois par un pauvre tsigane (Sandor) qu'elle aime, et par le riche Féry dont elle accepte les cadeaux. Ce dernier est retrouvé assassiné, et Sandor, suspecté, doit quitter le camp.

## Fiche technique
- Réalisation : Emil-Edwin Reinert, Alfred Rode
- Scénario : Gérard Carlier (scénario), Yvan Noé (dialogues)
- Photographie : Enzo Riccioni
- Musique : Joe Hajos
- Décors : Émile Duquesne
- Son : Jacques Hawadier
- Société de production : Films Alfred Rode
- Pays d'origine :  France
- Format :  Noir et blanc - 1,37:1 - 35 mm - Son mono
- Genre : Film dramatique
- Durée: 84 minutes
- Dates de sortie :
  - France : 18 mars 1940

## Distribution
- Madeleine Sologne : Anika
- José Noguéro : Sandor
- Marguerite Moreno : Maria, la cartomancienne
- Jean Galland : Rakos
- Simone Héliard : Ilona
- Zita Fiore : Zita - La chanteuse
- Allain Dhurtal : Joska
- Félix Oudart
- Claude Roy : Le petit garçon
- Pierre Etchepare
- Raymond Segard : Féry
- Jean Témerson : Alexander